# Фежич, Ибрахим
Ибрахим Фежич (босн. Ibrahim Fejić, 1879 — 15 декабря 1962) — боснийский мусульманин, в 1929-34 годах занимал пост главы Мостара. В 1949-57 годах был Великим муфтием. Наиболее известен своей кампанией против покрывающих лицо женщин.

## Биография
Родился в боснийской семье в городе Мостар. Там же окончил начальную школу, медресе и получил иджазу. Знал фарси, турецкий арабский и немецкий языки.
Преподавал богословие, а также В 1920 году вошел в состав меджлиса улемов города Сараево. В 1929 году был избран главой Мостара. Во время нацистской оккупации примкнул к югославским партизанам, принимал участие в движении Сопротивления.
После окончания Второй мировой войны к власти в Югославии пришли коммунисты. Под их давлением лидерами Исламского сообщества стали выгодные коммунистам лидеры. В августе 1947 года была принята новая Конституция Исламского сообщества, 26 августа того же года был избран первый Великий муфтий послевоенной Югославии — им стал Ибрахим Фежич. 12 сентября прошла его инаугурация, которая прошла в мечети Гази Хусрев-бега, а не Царёвой мечеть, как было ранее.
В год избрания Фежича Антифашистский фронт женщин Боснии и Герцеговины начал кампанию по ускорению эмансипации женщин. Частью этой кампании являлась борьба с ношением женщинами хиджабов, как того требует исламская традиция. Во время церемонии своей инаугурации Фежич поддержал кампанию, заявив: «Одним из наиболее важных последствий войны за освобождение нашего народа стало провозглашение женщин равными. К сожалению, женщины не могут достичь полного равенства до тех пор пока продолжают покрывать лицо». 1 ноября Исламское Сообщество объявило, что «покрытие женщинами лицо не требуется религиозными нормами. Мусульманки могут свободно ходить с непокрытым лицом». В 1950 году Фежич опубликовал работу, в которой продолжил отстаивать идею о том, что религия не требует покрытия женщинами лица.
В ноябре 1957 года Фежич оставил пост Великого муфтия по состоянию здоровья. Умер 15 декабря 1962 года в Сараево, через два дня похоронен там же.